# سیدی بوعلی
سیدی بوعلی (به عربی: سیدی بوعلی) یک منطقهٔ مسکونی در تونس است که در استان سوسه واقع شده‌است. سیدی بوعلی ۱۰٬۲۸۲ نفر جمعیت دارد.